# Dom Krajowy Prowincji Śląskiej we Wrocławiu
Dom Krajowy Prowincji Śląskiej (niem. Landeshaus der Provinz Schlesien) – zabytkowy gmach zbudowany w 1896 roku we Wrocławiu, położony przy ulicy Piłsudskiego (przed 1945 niem. Gartenstraße).
Budowa obiektu rozpoczęła się w 1892 i trwała do 1895. Jego projektantem był Eduard Blümner.
Do 1945 roku mieścił władze prowincjonalne (samorządowe): Śląski Sejm Krajowy (Provinziallandtag), Wydział Krajowy (Landesausschuss) i Starostę Krajowego (Landeshauptmann), a także inne biura podległe tym władzom, jak np. Kasę Krajową (Landeskasse).
Od 1945 roku jest siedzibą Naczelnej Organizacji Technicznej, która wynajmuje jego część pod działalność usługową i handlową.
Od frontu portal z frontonem zawierającym kartusz z herbem Śląska.

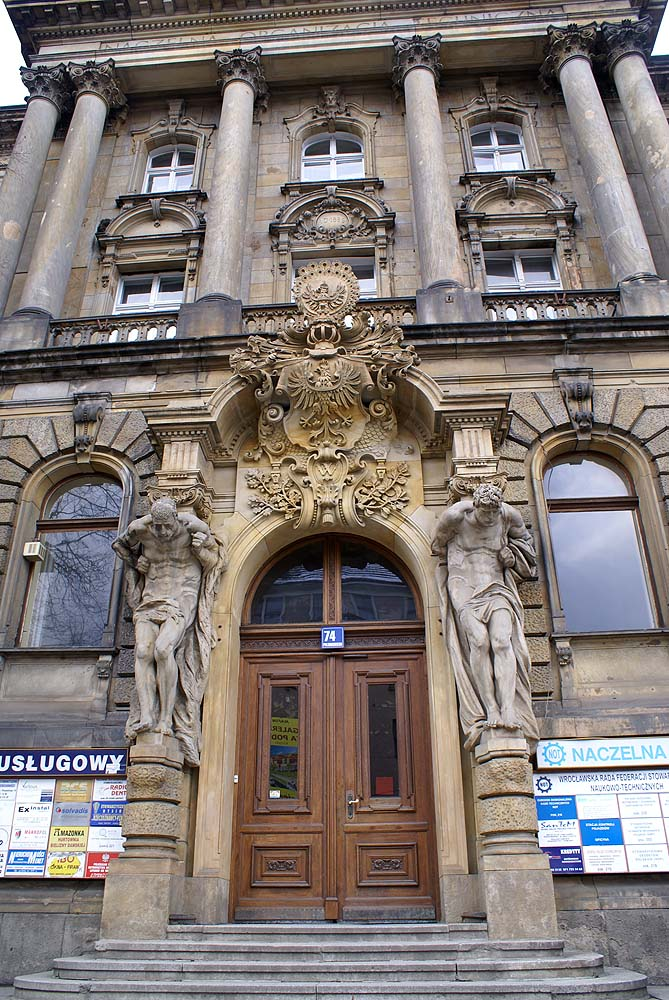
Portal z herbem Śląska
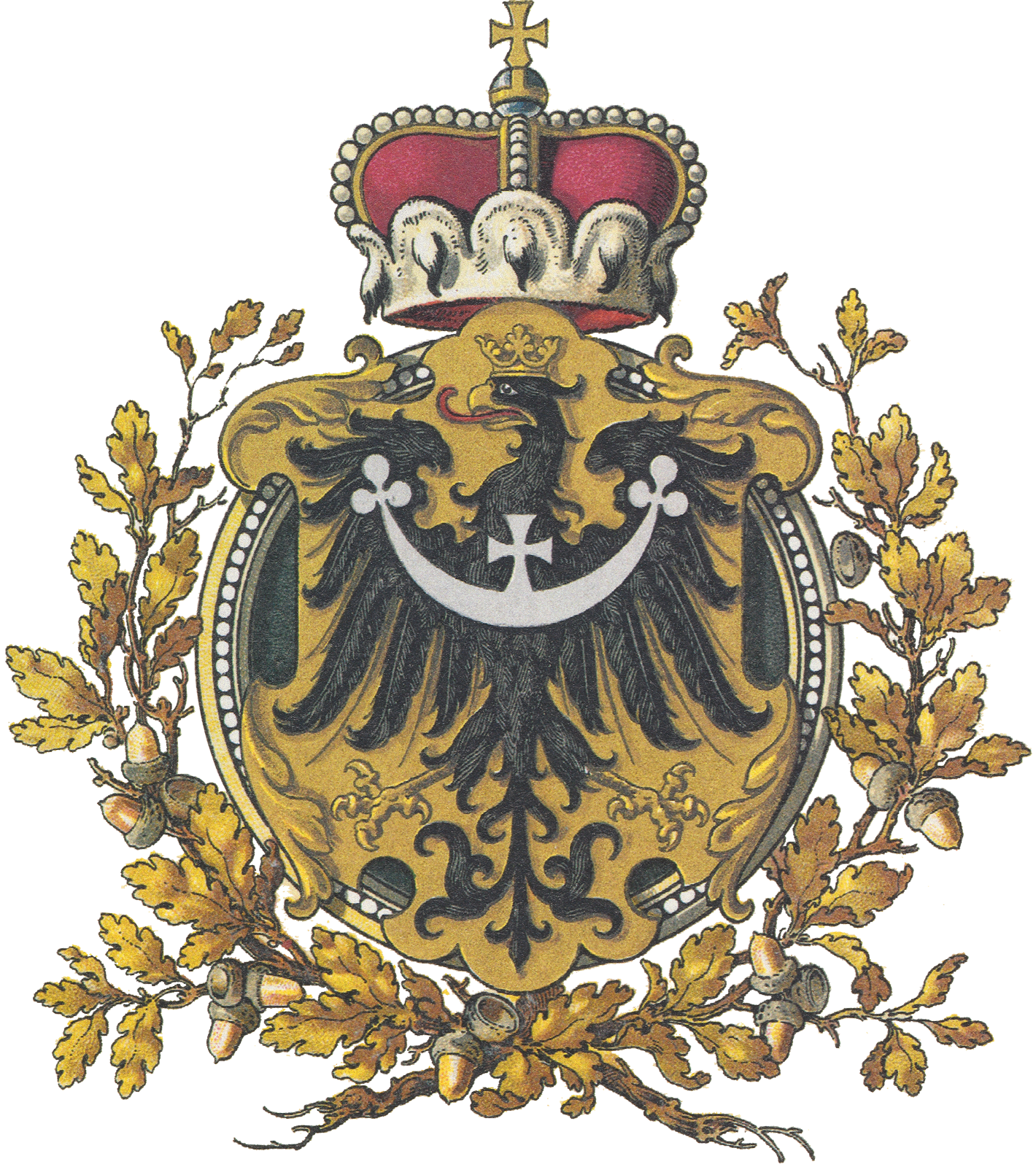
Herb Śląska
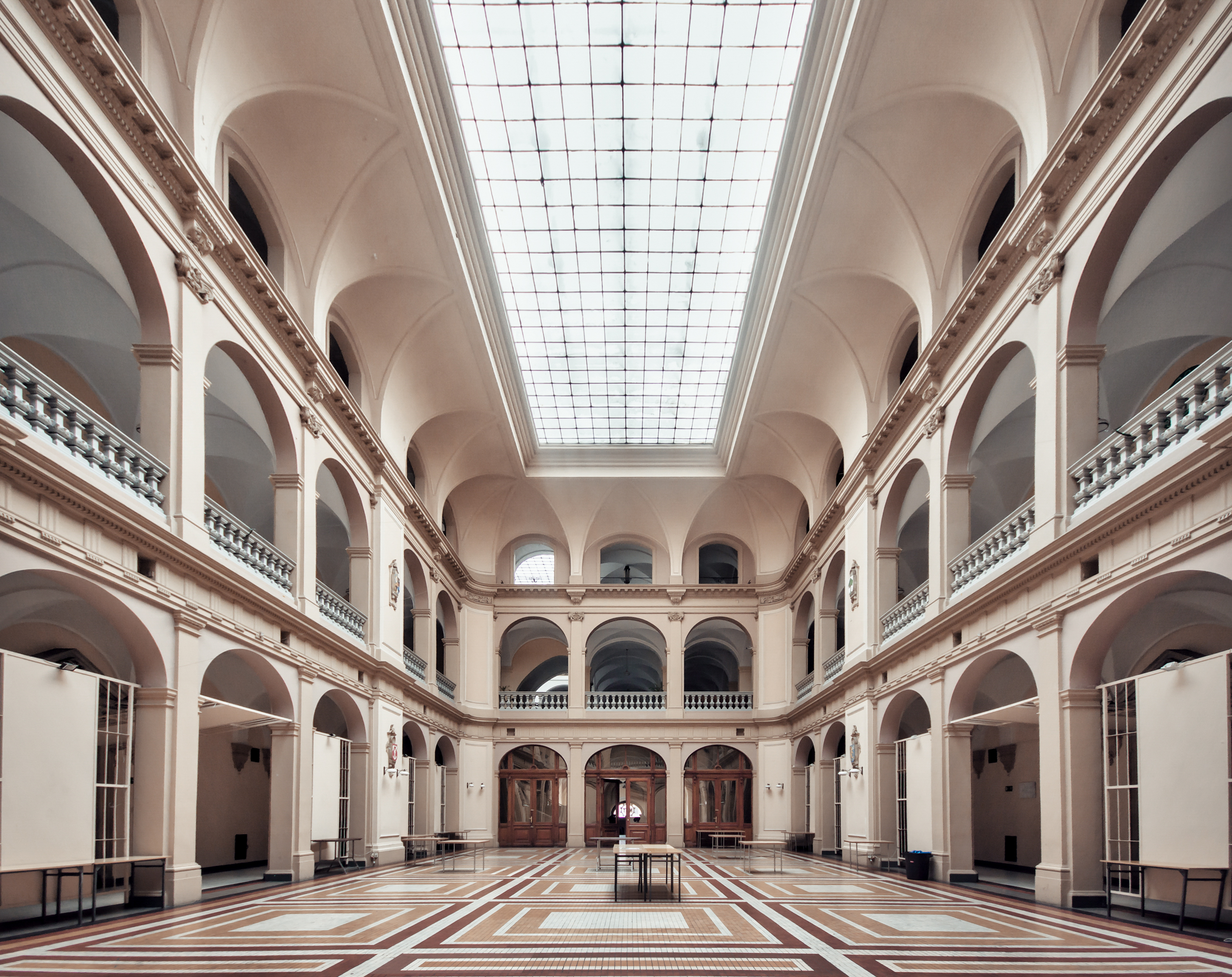
Wnętrze budynku
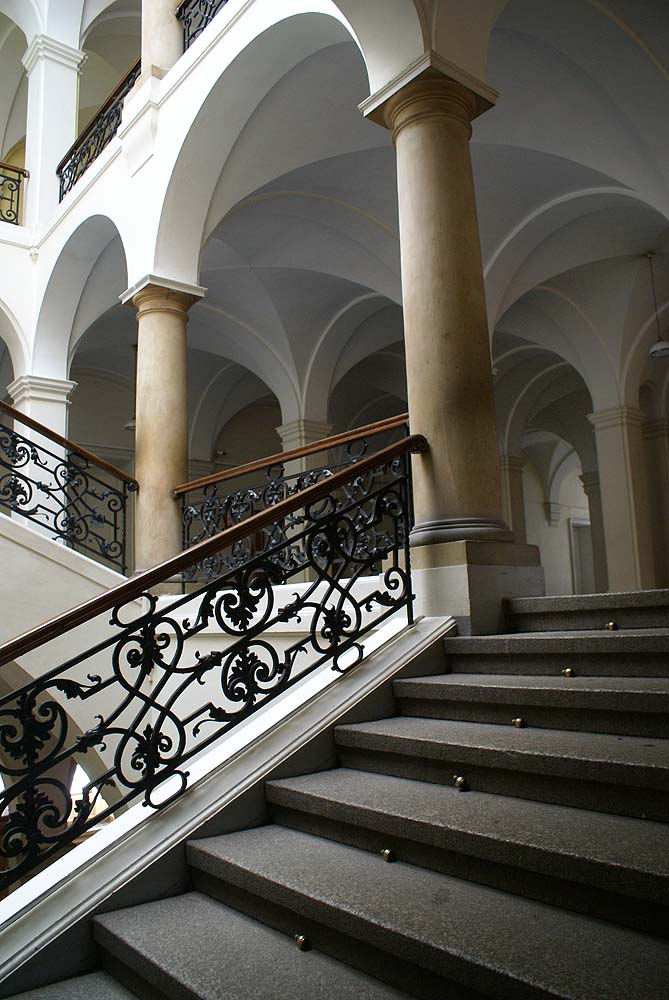
Klatka schodowa